# Зоряні війни: Останні джедаї
«Зоряні війни: Останні джедаї» (англ. Star Wars: The Last Jedi; також «Зоряні війни. Епізод VIII. Останні джедаї») — американська космічна опера, друга частина трилогії-сиквелу та восьма частина франшизи «Зоряні війни», режисера та сценариста Раяна Джонсона. Головні ролі виконали Марк Гемілл, Керрі Фішер, Адам Драйвер, Дейзі Рідлі та інші. Фільм став останнім для Керрі Фішер, яка померла у грудні 2016 року, і присвячений її пам'яті.
Світова прем'єра відбулася 9 грудня у Лос-Анджелесі. В українському прокаті стрічка стартувала 14 грудня 2017 року. Фільм заробив у прокаті понад 1 млрд доларів, ставши третім найкасовішим фільмом 2017 року, шостим найкасовішим у Північній Америці та п'ятнадцятим у списку найкасовіших фільмів всіх часів.

## Назва
Оригінальний варіант назви «The Last Jedi» може означати як однину, так і множину іменника «джедай». Точна назва стала зрозумілою після релізу офіційного постеру фільму іспанською мовою, на якому було написано «Los Ultimos Jedi», що позначає множину. Також підтвердженням цього стали офіційні постери німецькою та французькою мовами, у яких також використані форми множини. Тому правильною назвою українською є не «Останній джедай», а «Останні джедаї». Насправді назва фільму в оригіналі якраз і гра слів, пов'язана з одниною і множиною, адже саме це протистояння однини-множини назви фільму є відображенням ідеї основного сюжету фільму.

## Сюжет
Після знищення Верховним Порядком столиці Нової Республіки, захоплена зненацька галактика дезорганізована. Опір, який очолює генерал Лея Органа, доводиться евакуювати з основної бази, коли до планети наближається флотилія «Зоряних руйнівників» Верховного Порядку. Намагаючись втекти, Опір вступає в бій з флотилією. Командор По Демерон здійснює зухвалу спробу знищити один із «Зоряних руйнівників», і флотилії Опору вдається увійти в гіперпростір. Спроба коштувала життя багатьом пілотам Опору, тому Лея занижує По у званні. Верховний лідер Верховного Порядку Сноук виносить генералу Гаксу жорстку догану за те, що він упустив флот Опору, але Гаксу вдається відстежити його з допомогою новітньої технології гіперпросторового трекінгу й атакувати його всіма наявними силами.
В ході атаки загін на чолі з Кайло Реном нападає на той корабель Опору, в якому перебувають Лея і адмірал Акбар. Кайло особисто вирушає в атаку, але розуміючи, що на борту його матір, вагається чи стріляти. Попри це, в ході нападу в кораблі утворюється пробоїна, Акбар гине, а Лею викидає у відкритий космос. Використовуючи Силу, якою володіють усі нащадки Енакіна Скайвокера, вона повертається на корабель, але впадає в кому.
Флот Опору вже не може дати відсіч Верховному Порядку через малу кількість кораблів. Втеча крізь гіперпростір безглузда, оскільки палива залишилося на один стрибок, і навіть у цьому випадку їхню флотилію відразу ж віднайдуть. Обрана командувати Опором віце-адмірал Голдо приймає рішення триматися визначеного курсу, поки вистачить пального. Таке рішення не схвалює Демерон. Він і Фінн, який саме вийшов з коми, беруться за здійснення власного плану порятунку Опору. По, Фінн, BB-8 і дівчина-механік на ім'я Роуз дізнаються від Маз Канати про зламника, який здатен вимкнути трекінг на борту ворожого флагмана «Верховенство».
Тим часом Рей на планеті Еч-Те зустрічає Люка Скайвокера. Рей хоче, щоб Люк навчив її навичок джедая, але Люк, розчарований в своїх здібностях наставника, різко відмовляє. Та дізнавшись про смерть свого давнього друга Хана Соло, він неохоче погоджується навчати її. Люк пояснює Рей природу Сили, а також розповідає їй про те, як не побачив у своєму учневі Кайло Рені схильності до Темного боку Сили. Кайло Рен знищив Академію Джедаїв, засновану Люком, позбавивши його тим самим послідовників.
Під час перебування Рей на Еч-Те вона починає бачити видіння з Кайло Реном, і так вони спілкуються одне з одним. Кайло Рен у видіннях розповідає Рей свою правду, яка радикально відрізняється від тверджень Люка. Він переконує Рей у тому, що Люк намагався вбити його в процесі навчання, коли він ще звався Беном Соло. Насправді ж Люк, побачивши, як Темна сторона Сили Сноука повністю поглинула його учня і племінника, хотів убити його під впливом емоцій, поки той спав, але враз зрозумів, що чинить помилку. У цей момент Бен прокинувся і, побачивши, що Люк стоїть над ним зі світловим мечем, атакував його. Опісля частина учнів Люка долучилася до Бена Соло, який став Кайло Реном, учнем Сноука. Рей навчається піднімати каміння, та Люк каже, що вона не розуміє суті буття джедаєм. Рей покидає Еч-Те на «Тисячолітньому Соколі», щоб допомогти Опору. Люк бачить примару магістра Йоди біля бібліотеки джедаїв. Той засуджує Люка за те, що він боїться своїх помилок. Йода радить відмовитися від надміру знань, взявши для майбутніх поколінь лише найголовніше, та вчитися не з чужих застарілих записів, а з власного досвіду, передусім — помилок. З цими словами Йода спалює бібліотеку блискавкою.
Рей під час чергового контакту з Кайло Реном усвідомлює: у Кайло ще залишилося добро. Вона вірить, що зможе повернути Бена на Світлий бік, і вирушає на зустріч із ним. Після прибуття на флагман Кайло арештовує її і веде на зустріч із Верховним лідером Сноуком.
У цей час Фінн, Роуз і BB-8 знаходять зламника на планеті-казино. Вони тікають на його кораблі, та дорогою зламник повідомляє, що він не той, хто їм потрібний. Також він демонструє, що виробники зброї забезпечують як Опір, так і Верховний Порядок. Зрештою вони проникають на борт «Верховенства» непоміченими, скориставшись медальйоном Роуз.
Поступово пальне кораблів Опору закінчується. Голдо оголошує евакуацію на рятувальних човниках. По не погоджується з цим, вважаючи втечу боягузтвом, і організовує бунт. Лея, котра саме вийшла з коми, приголомшує Демерона і придушує бунт. Вона розповідає про справжні наміри Голдо: на найближчій планеті є покинута база повстанців, якої немає на картах. Там у них буде змога передати сигнал лиха союзникам по всій галактиці.
Голдо вирішує залишитися на головному кораблі, щоб відвернути увагу від евакуації повстанського флоту. Фінн і Роуз потрапляють у полон до рук капітана Фазми. Зламник несподівано зраджує їх, і Гакс починає обстріл човників. Фазма відправляє Фінна й Роуз на страту.
Тим часом Рей і Кайло Рен зустрічаються зі Сноуком. Той показує Рей, що з Опором практично покінчено, та намагається довідатися місце знаходження Люка Скайвокера — останнього джедая. Сноук підштовхує Кайло Рена та Рей до поєдинку, щоб «вбити свого істинного ворога» й тим самим остаточно перемогти Світлий бік у собі. Натомість Кайло Рен на відстані вмикає світловий меч та розрубує навпіл Верховного лідера. Кайло Рен і Рей вступають у бій з тілоохоронцями Сноука, після чого Рен закликає Рей залишитися і разом з ним правити галактикою. Та вона відмовляється й повертається до Опору.
Голдо в цей час бачить безнадійне становище Опору і спрямовує зореліт тараном на «Верховенство». Флагман Верховного Порядку розсікає на дві частини, Рей користується цим, щоб втекти на «Тисячолітньому Соколі», а Фінну і Роуз вдається уникнути страти. Фінн вступає в бій з Фазмою, але остання зникає в уламках корабля. З допомогою BB-8 Фінн і Роуз добираються до бази повстанців.
Гакс приходить на місце загибелі Сноука і вимагає від Кайло Рена пояснень. Той звинувачує у вбивстві Сноука дівчину і проголошує себе новим Верховним лідером. Він вимагає розпочати наступ на базу повстанців задля помсти. Члени Опору барикадуються на базі з єдиним виходом, та на їхній сигнал ніхто не відгукується. Армія Гакса ж штурмує браму бази променевим тараном. По, Фінн, Роуз та загін повстанців здійснюють зухвалу спробу знищити пристрій, але не досягають успіху. Роуз не дає Фінну пожертвувати собою, але сама зазнає поранень.
С-3РО знаходить вихід, яким користуються місцеві тварини. В цей час Рей доставляє Люка, той розмовляє з сестрою і виходить на двобій з Кайло Реном. За наказом Кайло по Люку відкривають безперервний вогонь, але він не завдає жодної шкоди. Тоді Рен виходить особисто та в бою усвідомлює, що Люк невразливий. Люк каже Кайло Рену, що шкодує про своє ставлення до нього, але зауважує, що він не останній джедай, після чого зникає. Виявляється, Люк весь цей час залишався в храмі джедаїв і використовував Силу на відстані, щоб створити свою ілюзію. Цим він дає Опору час втекти, але, ослаблений, помирає, а його тіло розпадається.
Рей знаходить Опір за допомогою маячка, який дала їй Лея, та вихід з бази виявляється завалений камінням. Вона використовує Силу, щоб підняти камені та забирає вцілілих на «Тисячолітній сокіл», що відлітає з планети.
В останній сцені на планеті- казино хлопчик розповідає друзям історію про подвиг Люка Скайвокера. Коли всі розходяться, він дивиться в зоряне небо і демонструє здібності джедая.

## Актори

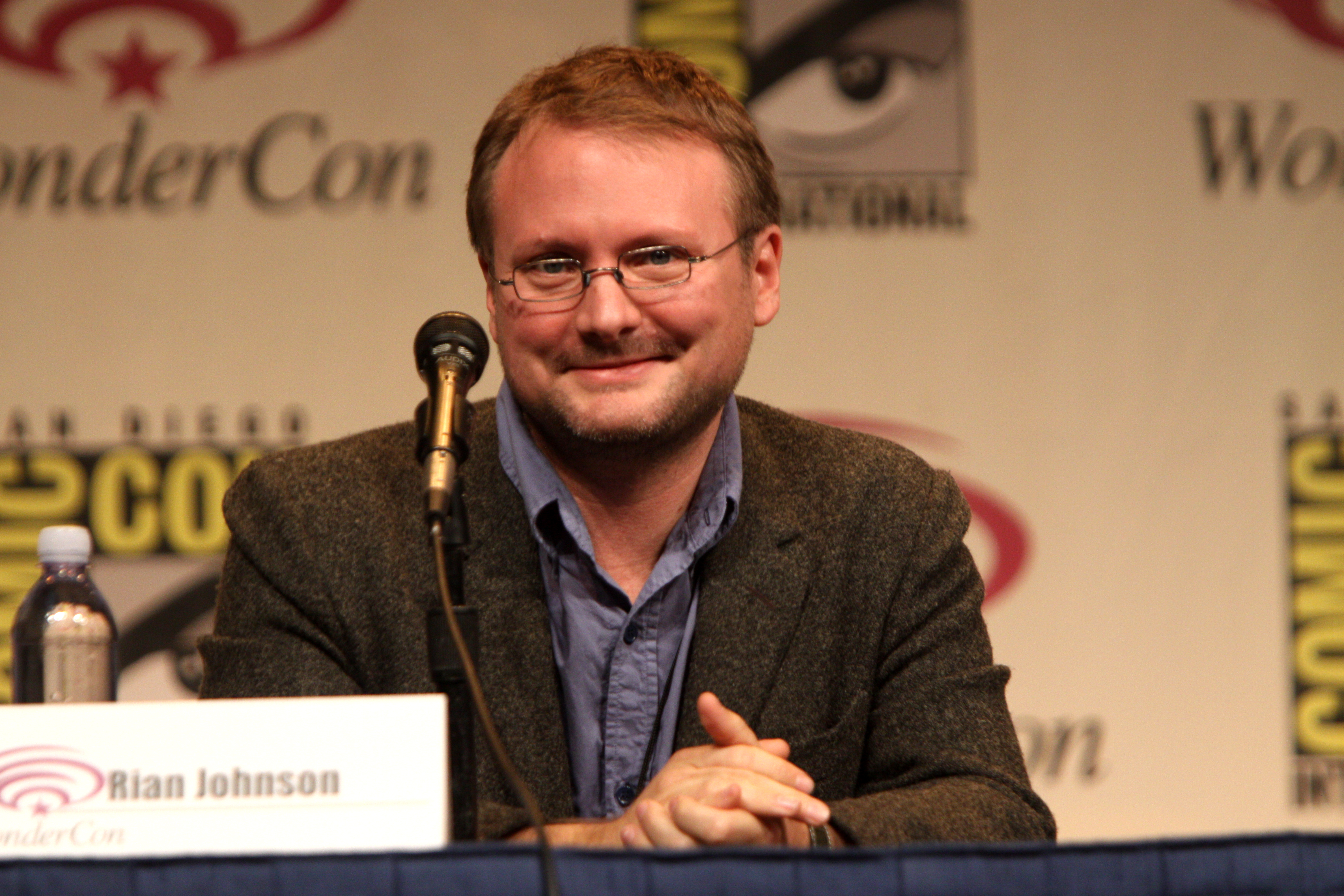
Режисер фільму Раян Джонсон

| Персонаж                  | Актор             |
| ------------------------- | ----------------- |
| Кайло Рен                 | Адам Драйвер      |
| Рей                       | Дейзі Рідлі       |
| Люк Скайвокер             | Марк Гемілл       |
| Лея Орґана                | Керрі Фішер       |
| Фінн/FN-2187              | Джон Боєга        |
| Роуз Тіко                 | Келлі Марі Тран   |
| По Демерон                | Оскар Айзек       |
| Віце-адмірал Холдо        | Лора Дерн         |
| Чубакка                   | Пітер Мейг'ю      |
| С-3РО (Сі3ПІО)            | Ентоні Денієлс    |
| R2-D2                     | Кенні Бейкер      |
| Майстер Йода              | Френк Оз          |
| Верховний лідер Сноук     | Енді Серкіс       |
| Капітан Фазма             | Гвендолін Крісті  |
| лейтенант Коннікс         | Біллі Лурд        |
| Невідомий Зломник         | Бенісіо Дель Торо |
| Командор Д'Асі            | Аманда Лоренс     |
| Маз Каната                | Люпіта Ніонго     |
| Генерал Хакс              | Доналл Глісон     |
| Лаві                      | Лілі Коул         |
| пілот Таллі Лінтра        | Герміона Корфілд  |
| солдат-повстанець (камео) | Гарет Едвардс     |

## Український дубляж
Переклад: Федір Сидорук

Режисер дубляжу: Анна Пащенко

Творчі консультанти: Maciej Eyman, Justyna Musialska

| Персонаж                        | Український дубляж  |
| ------------------------------- | ------------------- |
| По Демерон                      | Роман Чорний        |
| Люк Скайвокер                   | Михайло Кришталь    |
| Рей                             | Антоніна Хижняк     |
| Фінн                            | Роман Молодій       |
| Роуз Тіко                       | Марія Бруні         |
| Кайло Рен                       | Дмитро Гаврилов     |
| Сноук                           | Юрій Гребельник     |
| Генерал Хакс                    | Іван Розін          |
| Лея Орґана                      | Лідія Муращенко     |
| Віце-адмірал Холдо              | Людмила Ардельян    |
| Ен3е або НЗ (Невідомий Зломник) | Олександр Форманчук |
| Командор Д'Асі                  | Валентина Сова      |
| Сі3ПІО                          | Юрій Кудрявець      |
| Майстер Йода                    | Сергій Чуркін       |
| Маз Каната                      | Олена Узлюк         |

А також ролі дублювали: Євген Шах, Ігор Щербак, Дмитро Зленко, Тетяна Кравченко, Сергій Гутько, Вероніка Литкевич, Юлія Шаповалова, Сергій Солопай, Павло Голов, Дмитро Рассказов-Тварковський, Вікторія Кулініч, Тетяна Ожелевська, Валерій Легін, Вікторія Білан, Ігор Волков, Ольга Радчук, Андрій Мостренко, Дмитро Вікулов, Сергій Кияшко, Дмитро Бузинський, Анастасія Чумаченко і Вікторія Москаленко.
Фільм дубльовано студією «Le Doyen» на замовлення «Disney Character Voices International, Inc.» у 2017 році.

## Критика
Фільм отримав схвальні відгуки від критиків. На агрегаторі рецензій Rotten Tomatoes фільм має 91 % (на основі 375 відгуків) і середню оцінку 8,1/10. На Metacritic стрічка має середній бал 85 зі 100 (на основі 56 рецензій), що вважається загальним визнанням.